# Church (Lancashire)
Church es un pueblo del distrito de Hyndburn, en el condado de Lancashire (Inglaterra).

## Geografía
Según la Oficina Nacional de Estadística británica, Church tiene una superficie de 1,12 km².

## Demografía
Según el censo de 2001, Church tenía 3988 habitantes (48,77% varones, 51,23% mujeres) y una densidad de población de 3560,71 hab/km². El 23,67% eran menores de 16 años, el 68,41% tenían entre 16 y 74 y el 7,92% eran mayores de 74. La media de edad era de 38,24 años.
El 92,48% eran originarios de Inglaterra y el 4,61% de otras naciones constitutivas del Reino Unido, mientras que el 1,28% eran del resto de países europeos y el 1,63% de cualquier otro lugar. Según su grupo étnico, el 97,49% de los habitantes eran blancos, el 0,2% mestizos, el 2,08% asiáticos y el 0,23% chinos. El cristianismo era profesado por el 81,83%, el hinduismo por el 0,08%, el judaísmo por el 0,08%, el islam por el 1,8% y el sijismo por el 0,08%. El 10,25% no eran religiosos y el 5,89% no marcaron ninguna opción en el censo.
Del total de habitantes con 16 o más años, el 27,14% estaban solteros, el 48,06% casados, el 2,83% separados, el 10,51% divorciados y el 11,47% viudos. Había 1707 hogares con residentes, de los cuales el 33,72% estaban habitados por una sola persona, el 11,65% por padres solteros con o sin hijos dependientes, el 32,61% por parejas casadas y el 9,02% sin casar, con o sin hijos dependientes en ambos casos, el 8,02% por jubilados y el 4,97% por otro tipo de composición. Además, había 85 hogares sin ocupar y 3 eran alojamientos vacacionales o segundas residencias.